# Geneva Open 2023
Geneva Open 2023, oficiálně Gonet Geneva Open 2023, byl tenisový turnaj na mužském profesionálním okruhu ATP Tour hraný v Tennis Clubu de Genève. Jubilejní dvacátý ročník Geneva Open probíhal mezi 21. až 27. květnem 2023 ve švýcarské Ženevě na otevřených antukových dvorcích jako závěrečná příprava před grandslamovým French Open.
Turnaj dotovaný 630 705 eury patřil do kategorie ATP Tour 250. Nejvýše nasazeným ve dvouhře se stal čtvrtý tenista světa a dvojnásobný obhájce titulu Casper Ruud z Norska. Jako poslední přímý účastník do singlové soutěže nastoupil americký 90. hráč žebříčku Christopher Eubanks. V důsledku invaze Ruska na Ukrajinu na konci února 2022 řídící organizace tenisu ATP, WTA a ITF s grandslamy rozhodly, že ruští a běloruští tenisté mohli dále na okruzích startovat, ale do odvolání nikoli pod vlajkami Ruska a Běloruska.
Třetí singlový titul na okruhu ATP Tour vybojoval 27letý Chilan Nicolás Jarry, který se poprvé v kariéře posunul na 35. místo žebříčku. Čtyřhru ovládl britsko-novozélandský pár Jamie Murray a Michael Venus, jehož členové získali třetí párovou trofej.

## Rozdělení bodů a finančních odměn

### Rozdělení bodů
| Soutěž  | Soutěž | vítězové | finalisté | semifinalisté | čtvrtfinalisté | 16 v kole | 28 v kole | Q  | Q2 | Q1 |
| ------- | ------ | -------- | --------- | ------------- | -------------- | --------- | --------- | -- | -- | -- |
| dvouhra | [ 2 ]  | 250      | 150       | 90            | 45             | 20        | 0         | 12 | 6  | 0  |
| čtyřhra | [ 6 ]  | 250      | 150       | 90            | 45             | 0         | —         | —  | —  | —  |

### Finanční odměny
| Soutěž                                | Soutěž      | vítězové | finalisté | semifinalisté | čtvrtfinalisté | 16 v kole | 28 v kole | Q2      | Q1      |
| ------------------------------------- | ----------- | -------- | --------- | ------------- | -------------- | --------- | --------- | ------- | ------- |
| dvouhra                               | [ 2 ] [ 7 ] | 85 605 € | 49 940 €  | 29 355 €      | 17 010 €       | 9 880 €   | 6 035 €   | 3 020 € | 1 645 € |
| čtyřhra                               | [ 6 ]       | 29 740 € | 15 910 €  | 9 330 €       | 5 220 €        | 3 070 €   | —         | —       | —       |
| částka ve čtyřhrách je uvedena na pár |             |          |           |               |                |           |           |         |         |

## Mužská dvouhra

### Nasazení
| Stát                          | Hráč                    | ATP | Nasazení |
| ----------------------------- | ----------------------- | --- | -------- |
| Norsko                        | Casper Ruud             | 4.  | 1.       |
| USA                           | Taylor Fritz            | 9.  | 2.       |
| Německo                       | Alexander Zverev        | 22. | 3.       |
| Bulharsko                     | Grigor Dimitrov         | 33. | 4.       |
| USA                           | Ben Shelton             | 35. | 5.       |
| Nizozemsko                    | Tallon Griekspoor       | 36. | 6.       |
| Španělsko                     | Bernabé Zapata Miralles | 38. | 7.       |
| Francie                       | Adrian Mannarino        | 45. | 8.       |
| Žebříček ATP k 8. květnu 2023 |                         |     |          |

### Jiné formy účasti
Následující hráči obdrželi divokou kartu do hlavní soutěže:
- Grigor Dimitrov
- Benoît Paire
- Alexander Zverev

Následující hráči nastoupili pod žebříčkovou ochranou:
- Hugo Dellien
- Guido Pella

Následující hráči postoupili z kvalifikace:
- Daniel Rincón
- Vitalij Sačko
- Nino Serdarušić
- Stefano Travaglia

### Odhlášení
před zahájením turnaje
- John Isner → nahradil jej  Hugo Dellien
- Constant Lestienne → nahradil jej  Christopher Eubanks
- Denis Shapovalov → nahradil jej  Guido Pella
- Jan-Lennard Struff → nahradil jej  Marco Cecchinato
- Botic van de Zandschulp → nahradil jej  Marc-Andrea Hüsler

## Mužská čtyřhra

### Nasazení
| Stát                                                                                   | Hráč              | Stát        | Hráč              | ATP | Nasazení |
| -------------------------------------------------------------------------------------- | ----------------- | ----------- | ----------------- | --- | -------- |
| Salvador                                                                               | Marcelo Arévalo   | Nizozemsko  | Jean-Julien Rojer | 14. | 1.       |
| Chorvatsko                                                                             | Nikola Mektić     | Chorvatsko  | Mate Pavić        | 19. | 2.       |
| Španělsko                                                                              | Marcel Granollers | Argentina   | Horacio Zeballos  | 49. | 3.       |
| Spojené království                                                                     | Jamie Murray      | Nový Zéland | Michael Venus     | 58. | 4.       |
| Žebříček ATP k 8. květnu 2023; číslo je součtem žebříčkového postavení obou členů páru |                   |             |                   |     |          |

### Jiné formy účasti
Následující páry obdržely divokou kartu do hlavní soutěže:
- Arthur Cazaux /  Benoît Paire
- Ivan Sabanov /  Matej Sabanov

### Odhlášení
před zahájením turnaje
- Rohan Bopanna /  Matthew Ebden → nahradili je  Hugo Dellien /  Guido Pella
- Tallon Griekspoor /  Oleksandr Nedověsov → nahradili je  Diego Hidalgo /  Ben Shelton
- Nathaniel Lammons /  Jackson Withrow → nahradili je  Nikola Ćaćić /  Nathaniel Lammons
- Hugo Nys /  Jan Zieliński → nahradili je  Ariel Behar /  Marcelo Demoliner

## Přehled finále

### Mužská dvouhra
- Nicolás Jarry vs.  Grigor Dimitrov, 7–6(7–1), 6–1

### Mužská čtyřhra
- Jamie Murray /  Michael Venus vs.  Marcel Granollers /  Horacio Zeballos, 7–6(8–6), 7–6(7–3)